# Monarchie élective
 (janvier 2023).
Si vous disposez d'ouvrages ou d'articles de référence ou si vous connaissez des sites web de qualité traitant du thème abordé ici, merci de compléter l'article en donnant les références utiles à sa vérifiabilité et en les liant à la section « Notes et références ».
Une monarchie élective est un type de monarchie où le monarque accède au trône par une élection et non de façon héréditaire.

## Dans le monde
Aujourd'hui dans le monde, les monarchies électives sont :
- l'Arabie saoudite, où le roi est élu au sein de la famille régnante, par les princes la composant. En 2006, le roi a fondé le Conseil d'allégeance, composé de 35 descendants d'Ibn Saoud, chargés de se prononcer sur le choix d'un candidat au trône ;
- le Cambodge, où le roi est élu par le Conseil du trône, parmi les membres des familles Norodom, Sisowat, ou Ang Duong[1],[2] ;
- les Émirats arabes unis. Le Conseil suprême, constitué des sept émirs, est le plus haut organisme de l'État. Il élit pour cinq ans le président et le vice-président et a le pouvoir législatif et exécutif. Il ratifie les lois et décret fédéraux, planifie la politique étrangère et a le pouvoir de relever le Premier ministre de ses fonctions sur incitation du président. Le Conseil suprême élit également le Conseil des ministres. En pratique, le président est toujours un membre du clan al-Nahyan d'Abou Dabi et le vice-président et Premier ministre de la tribu al-Maktoum de Dubaï[3] ;
- la Malaisie, où le roi est élu par les neuf sultans des États de Malaisie, dans un ordre très précis toutefois ;
- les Samoa, où le chef de l'État (dont les fonctions sont cérémonielles) est, depuis 2007, élu par le Parlement avec un mandat de cinq ans. Par tradition, il est choisi parmi les lignées des grands chefs traditionnels ;
- le Vatican (anciennement les États pontificaux), dont le pape est élu lors du conclave par les cardinaux[4] ;

## Anciennes monarchies électives
En Grèce antique, certaines cités-États ont probablement été des monarchies électives, comme Argos à la suite du renversement de Meltas, dernier roi téménide de la cité.
La Royauté romaine fonctionnait via un système de monarchie élective, du moins durant sa première phase. Le roi était élu par le Sénat, composé d'aristocrates.
Il existait des monarchies électives chez les Gaulois.
La monarchie française fut théoriquement élective jusqu’à la mort de Philippe II, les rois étant élus par la noblesse. Les premiers Capétiens firent élire et sacrer leurs fils aînés de leur vivant. Philippe Auguste s’en dispensa ; lorsque son fils Louis lui succéda après sa mort en 1223, l’hérédité gagna le statut de coutume légale faisant partie des lois fondamentales. Cette origine élective était symboliquement rappelée lors du sacre des rois de France lorsque les pairs soutenaient la couronne avant que la tête du roi n'en fût ceinte.
La monarchie polonaise était une monarchie élective. La première élection documentée d'un roi polonais est établie dès 1386, avec la sélection de Ladislas II Jagellon. Puis, jusqu'à l'élection d'Henri III de Valois, les élections des rois de Pologne étaient des élections nominales pour élire l'héritier direct du précédent souverain de la dynastie Jagellon. À l'extinction de la dynastie en 1572, de véritables élections libres ont été organisées pendant deux siècles, entre 1572 et 1791 (voir Élections libres).
Le royaume de Hongrie était également une monarchie élective ; cependant, à partir de 1538, le roi est systématiquement choisi parmi les descendants de Ferdinand Ier, frère cadet de Charles Quint. En 1687, la diète du royaume érige le royaume en monarchie héréditaire. En 1921, après les tentatives de restauration du roi Charles IV, la loi XLVII-1921 rétablit le caractère électif de la couronne hongroise.
Au XVIIe siècle, le duché de Savoie est également considéré comme une monarchie élective, ainsi que certains États du Saint-Empire romain germanique (la Hongrie, la Saxe).
Le Saint-Empire romain germanique est théoriquement une monarchie élective, bien que le pouvoir revienne depuis Charles Quint aux Habsbourg. En effet, c'est la réunion des sept princes-électeurs qui doit déterminer qui sera le nouvel empereur. L'élection du futur empereur pouvant se faire avant la mort du souverain, on appelle donc le futur chef du Saint-Empire le roi des Romains.
La couronne de Bohême était également élective. Là encore, c'étaient essentiellement des élections nominales de l'héritier du précédent souverain jusqu'aux guerres hussites et l'avènement de Georges Ier. Puis les Habsbourg s'imposèrent mais respectèrent à chaque fois les élections nominales. En 1621, avec l'écrasement de la révolte de Bohême, Ferdinand II priva la Bohême de ses privilèges et la couronne bohémienne cessa d'être élective.
François Ier s'est présenté en 1519 à la fonction d'empereur contre Charles Quint et Henri VIII d'Angleterre. Charles Quint fut élu grâce à son grand-père Maximilien Ier.
Au début du Moyen Âge, le royaume wisigoth d'Espagne (du VIe siècle au VIIIe siècle) est une monarchie élective mais certains rois, voulant imposer leur dynastie, provoqueront la révolte des nobles wisigoths, opposés au caractère héréditaire de la royauté.
La Suède n'est une monarchie héréditaire que depuis 1544 lorsque le Riksdag des États, par Västerås arvförening, désigna les descendants de Gustav Vasa comme héritiers du trône.
En Afrique, la Régence d'Alger (du XVIIe siècle au XIXe siècle) fut une monarchie élective, dont le dey était élu, selon les périodes, par le Divan d'Alger ou par la Taïfa des raïs  (Assemblée des corsaires). Les deys élus portaient également le titre de gouverneur-sultan d'Alger ou sultan d'Alger.
Dans la Grande Mongolie féodale, depuis Gengis Khan jusqu'au XXe siècle, le Khong Tayiji était un grand khan, puissant, contrôlant de vastes territoires, élu par une assemblée nommée Qurultay. Par extension les Rois du Tibet oïrats mongols (de Gengis Khan au protectorat mandchou du Tibet en 1720) bénéficient du même régime.
L'ordre de Saint-Jean de Jérusalem en prenant possession de l'ile de Rhodes devient une monarchie élective. Le grand-maître est élu à vie par un Sacré Conseil qui regroupe des membres de l'Ordre. Après avoir été chassé de Rhodes l'Ordre fait en Méditerranée un long périple de 7 ans puis le roi Charles Quint leur concède l'île de Malte et le titre de prince. Le grand-maître et prince de Malte est toujours élu à vie par le Sacré Conseil. Les Hospitaliers perdront l'île de Malte et le dernier grand maître et prince de Malte Ferdinand von Hompesch zu Bolheim abdique et remet entre les mains de la France l'île de Malte.